# Di-ethylthiofosforylchloride
Di-ethylthiofosforylchloride is een gechloreerde thiofosfaat-ester. Het is een kleurloze, giftige vloeistof.

## Synthese
Di-ethylthiofosforylchloride kan bereid worden door de reactie van fosforpentasulfide en ethanol, gevolgd door de chlorering van het reactieproduct. Een andere mogelijkheid is de reactie van thiofosforylchloride met ethanol.

## Toepassingen
Het is een belangrijk intermediair product in de synthese van vele organofosforverbindingen, met name pesticiden zoals foxim, parathion, chloorpyrifos, diazinon of triazofos. Om bijvoorbeeld parathion te maken wordt het gereageerd met 4-nitrofenol. Om diazinon te maken wordt het in reactie gebracht met 2-isopropyl-4-methyl-6-hydroxypyrimidine.
Het is ook gebruikt voor de synthese van vlamvertragers en flotatiemiddelen.

## Eigenschappen
De stof ontleedt in water, met de vorming van zoutzuur. Het is een giftige en corrosieve verbinding, onder andere voor de ogen, de huid en de luchtwegen. Inademing van de damp kan longoedeem veroorzaken. De effecten kunnen met vertraging optreden. Bij langdurige of herhaalde blootstelling remt de stof het enzym cholinesterase; dit is het werkingsprincipe van de afgeleide pesticiden, waarvan er een aantal omwille van hun giftigheid inmiddels niet meer mogen gebruikt worden.